# Хотовља
Хотовља (словен. Hotovlja) је насељено место у општини Горења Вас-Пољане, Горењска регија, Словенија.

## Историја
До територијалне реорганизације у Словенији била је у саставу старе општине Шкофја Лока.

## Становништво
У попису становништва из 2011. године, Хотовља је имала 254 становника.
| Број становника према пописима | Број становника према пописима | Број становника према пописима |
| ------------------------------ | ------------------------------ | ------------------------------ |
| 1991                           | 2002                           | 2011                           |
| 212                            | 256                            | 254                            |

Напомена: До 1993. исказивано под именом Хотовље.

## Галерија
- улаз у насеље
- сеоски детаљ